# Lia Apostolovski
Lia Apostolovski (* 23. Juni 2000 in Ljubljana) ist eine slowenische Leichtathletin, die sich auf den Hochsprung spezialisiert hat.

## Sportliche Laufbahn
Erste internationale Erfahrungen sammelte Lia Apostolovski im Jahr 2019, als sie bei den U20-Europameisterschaften im schwedischen Borås mit übersprungenen 1,80 m den geteilten achten Platz belegte. Im Jahr darauf belegte sie bei den Balkan-Hallenmeisterschaften in Istanbul mit 1,83 m den vierten Platz und 2021 gewann sie bei den Balkan-Hallenmeisterschaften ebendort mit einer Höhe von 1,85 m die Silbermedaille, ehe sie bei den Halleneuropameisterschaften in Toruń mit 1,87 m in der Qualifikation ausschied. Ende Juni gewann sie bei den Balkan-Meisterschaften in Smederevo mit einer Höhe von 1,89 m die Bronzemedaille und auch bei den U23-Europameisterschaften in Tallinn gewann sie mit 1,89 m die Bronzemedaille hinter der Ukrainerin Jaroslawa Mahutschich und Maja Nilsson aus Schweden. Im Jahr darauf wurde sie bei den Balkan-Hallenmeisterschaften in Istanbul mit 1,88 m Vierte. Im Juni gewann sie bei den Balkan-Meisterschaften in Craiova mit 1,90 m die Bronzemedaille hinter der Rumänin Daniela Stanciu und Mirela Demirewa aus Bulgarien. Anschließend klassierte sie sich bei den Weltmeisterschaften in Eugene mit 1,89 m im Finale auf dem zwölften Platz. Im August wurde sie dann bei den Europameisterschaften in München mit einem Sprung über 1,90 m Siebte.
2023 schied sie bei den Halleneuropameisterschaften in Istanbul mit 1,82 m in der Qualifikationsrunde aus. Im Juni wurde sie bei der 2. Liga der Team-Europameisterschaft im Zuge der Europaspiele in Chorzów mit 1,84 m Sechste. Im August belegte sie bei den Weltmeisterschaften in Budapest mit 1,90 m im Finale den neunten Platz und kurz darauf wurde sie bei der Xiamen Diamond League mit 1,92 m Zweite. Im Jahr darauf gewann sie bei den Hallenweltmeisterschaften in Glasgow mit einer Höhe von 1,85 m die Bronzemedaille hinter der Australierin Nicola Olyslagers und Jaroslawa Mahutschich aus der Ukraine. Im Mai wurde sie beim Meeting International Mohammed VI d’Athlétisme de Marrakesch mit 1,91 m Dritte, ehe sie bei den Europameisterschaften in Rom mit 1,90 m auf Rang neun gelangte. Im August verpasste sie bei den Olympischen Sommerspielen in Paris mit 1,83 m den Finaleinzug.
In den Jahren von 2020 bis 2024 wurde Apostolovski slowenische Meisterin im Hochsprung im Freien sowie 2018 und 2019 sowie von 2021 bis 2023 in der Halle.